# Platygyna parvifolia
Platygyna parvifolia är en törelväxtart som beskrevs av Brother Alain. Platygyna parvifolia ingår i släktet Platygyna och familjen törelväxter. Inga underarter finns listade i Catalogue of Life.